# Tarantói Esclarmunda altavillai grófné
Tarantói Esclarmunda (1362 előtt – 1397 után), olaszul: Esclarmonda d'Angiò-Taranto, franciául: Esclarmonde de Tarente, spanyolul: Esclarmunda de Tarento, occitánul: Esclarmonda de Tarent, katalánul: Esclarmonda de Tàrent, Altavilla grófnéja. Chiaromontei Konstancia nápolyi királyné anyósa. A Capeting-ház Anjou-ágának tarantói oldalágából származik.

## Élete
Tarantói Lajos iure uxoris nápolyi királynak, I. Johanna nápolyi királynő második férjének egy ismeretlen nevű és származású ágyasától született házasságon kívüli leánya. Apai nagyszülei I. Fülöp tarantói herceg és II. Katalin címzetes konstantinápolyi latin császárnő voltak.
Apja 1346. június 20-án kötött házasságot I. Johanna nápolyi királynővel. A házasságból két lány, Katalin (1348–1349) és Franciska (1351–1352) született, de mindketten csecsemőkorban meghaltak. Esclarmundának született még egy harmadik féltestvére (esetleg édestestvére) is, Klemencia (Konstancia), akinek a férje I. János, Amendolea ura volt.
Apja, Tarantói Lajos király 1362. május 25-én halt meg. Esclarmunda 1373-ban vagy 1376-ban feleségül ment Capuai Lajoshoz, II. Bertalan altavillai gróf és Sanseverino Klára legidősebb fiához. Apósa, Bertalan 1382-ben és 1384-ben fellázadt III. (Durazzói) Károly nápolyi király ellen, aki 1381-ben trónfosztotta, és 1382-ben meggyilkoltatta I. Johanna nápolyi királynőt, Esclarmunda apjának a feleségét, ezért már 1382-ben elkobozták II. Bertalan birtokait, és a fiaira ruházták át, így lett Esclarmunda férje 1382-től az 1397-ben bekövetkezett haláláig I. Lajos néven Altavilla grófja. Házasságukból egy fiú, András született, aki 1395. december 16-án Gaetában feleségül vette Chiaromontei Konstancia volt nápolyi királynét, III. (Chiaromontei/Chiaramontei) Manfréd modicai grófnak, a Szicíliai (Trinacriai)  Királyság vikáriusának (alkirályának) és Ventimiglia Eufémiának, II. Ferenc (–1391), collesanói és geraci gróf, valamint szicíliai (trinacriai) alkirály lányának a lányát. Miután a Chiaromonte család befolyása és hatalma megszűnt a szigeten, Nápoly már nem tartotta politikailag előnyösnek ezt a házasságot, melyet végül a pápa a felek kiskorúságára való hivatkozással 1392. július 1-jével felbontott. Anyja, Durazzói Margit nápolyi királyné tanácsára I. (Durazzói) László nápolyi király durva módon szabadult meg a feleségétől, akit be sem avatott a szándékaiba, csak a pápa és annak a követe, a firenzei bíboros tudta, mi vár az ifjú királynéra. Mise közben a pápai legátus, a firenzei bíboros odament a királynéhoz, lehúzta a jegygyűrűt Konstancia ujjáról, és azt a mellette helyet foglaló László királynak adta át. Ez a megalázó tett volt hivatott kifejezni, hogy az egyház szemében a házasság érvénytelen azzal az indoklással, hogy a király még kiskorú volt, mikor a frigyet megkötötték. László király ezek után a hívének, Capuai Lajosnak a fiához adta feleségül a volt feleségét., akinek a hozománya 30 000 aranyforint volt. Esclarmundának két unokája született ebből a házasságból.

## Gyermeke
- Férjétől, I. (Capuai) Lajos (–1397) altavillai gróftól, 1 fiú:
  - I. András (1374/78–1425), Altavilla grófja, felesége Chiaromontei Konstancia (1375/76–1423) nápolyi királyné, I. László nápolyi király első, elvált felesége, 2 gyermek:
    - Mária (–1430 után), 1. férje Francesco Cantelmo, Popoli grófja, nem születtek gyermekei, 2. férje Baldassarre della Ratta, Caserta grófja, 1 fiú a második házasságából
    - Lajos (1418–1443), II. Lajos néven Altavilla grófja, felesége Altobella, Francesco Pandone úrnak, Venafro grófjának a lánya, 6 gyermek